# یواس‌اس سیاتل (ای‌اوئی-۳)
یواس‌اس سیاتل (ای‌اوئی-۳) (به انگلیسی: USS Seattle (AOE-3)) یک کشتی بود که طول آن ۷۹۶ فوت (۲۴۳ متر) بود. این کشتی در سال ۱۹۶۸ ساخته شد.